# Erik Prince
Erik Dean Prince (Holland, Míchigan; 6 de junio de 1969) es un empresario, ex militar y mercenario estadounidense, conocido principalmente por ser el fundador de la empresa militar privada Blackwater, actualmente conocida como Academi. Entre 1997 y marzo de 2009, Prince ejerció como director ejecutivo de Blackwater, y luego como presidente de la junta directiva hasta el 2010, cuando Blackwater fue adquirida por un grupo de inversores.

## Biografía
Prince nació en la localidad de Holland, estado Míchigan. Sus padres, Edgar D. Prince y Elsa Broekhuizen, comparten ascendencia neerlandesa (el apellido Prince parece haber devenido un anglicismo del original Prins). Prince, el menor de cuatro hijos del matrimonio Prince – Broekhuizen, estudió en la Escuela Cristiana de Holland. Desde pequeño viajó mucho con sus padres, quienes le llevaron a visitar el Campo de concentración de Dachau, la dividida Berlín y las playas del desembarco aliado en Normandía. Según su madre, estos viajes causaron “gran impresión” en el joven Prince.
Prince obtuvo su licenciatura en el Hillsdale College. En sus años en Hillsdale, fue bombero voluntario y buzo en el departamento del sheriff del condado, convirtiéndose finalmente en técnico en emergencias médicas.
Prince trabajó como pasante en la Casa Blanca durante la presidencia de George H. W. Bush en 1990, y manifestó sus críticas sobre esa administración, escribiendo en el diario Grand Rapid Press: “vi muchas cosas con las cuales no estuve de acuerdo, como invitaciones a grupos homosexuales, el acuerdo sobre el presupuesto, legislación sobre el medio ambiente (Clean Air Act), y ese tipo de leyes.” Luego trabajó como pasante de la congresista republicana por California Dana Rohrabacher, quien recuerda a Prince como un “joven brillante y ambicioso.” A los 21 años Prince se ofreció como voluntario para buscar fosas comunes en Nicaragua, y con ello exponer los asesinatos cometidos durante el primer gobierno de Daniel Ortega. En subsiguiente entrevista publicada en Men's Journal, Prince dijo haber encontrado “... una fosa común, con huesos que salían de la tierra y manos atadas en las muñecas con alambre.”
Después de sus estudios en Hillsdale, Prince se alistó como oficial en la Armada de los EE. UU. en 1992. De allí pasó a ser miembro del comando SEAL, y fue enviado con el Team 8 a Haití, el Medio Oriente y los Balcanes. Prince atribuye al comando SEAL ser el origen de su espíritu emprendedor. Cuando su padre murió en 1995 Prince abandono su carrera militar en la Armada. Su madre vendió la Corporación Prince -fundada por su padre- por 1.350 millones de dólares en efectivo a Johnsons Controls. Ello permitió a Prince instalarse en Virginia Beach y financiar, personalmente, la creación de Blackwater Worldwide en 1997. Compró 6.000 acres de terreno (unas 2.428 hectáreas) en el Gran Pantano de Virginia, y fundó una escuela de operaciones especiales. El nombre Blackwater proviene del color del tremedal donde está ubicada la escuela.

## Familia
Edgar D. Prince, padre de Prince, se inició en los negocios en 1965 con Prince Machine Corporation, empresa suplidora de repuestos de automóviles. El éxito de la empresa fue formidable y Prince comenzó a invertir en centros comerciales y otros tipo de empresas de repuestos de automóviles, creando un conglomerado de empresas y bienes raíces valorados en 1000 millones de dólares. A principios de los años 70 la empresa de Prince patentó los parasoles con luz para vehículos, y logró vender inicialmente 5.000 unidades a General Motors. Cuando la empresa fue vendida en los años ‘90, se producían 20.000 parasoles al día.
Después de la muerte de su padre en 1995, Prince asumió el control operativo de la empresa, la cual fue eventualmente vendida por 1.350 millones de dólares en 1996. La hermana de Prince es Betsy DeVos, antigua presidente del partido republicano en Míchigan, y esposa del candidato a gobernador por los republicanos en ese estado, y presidente de Amway, Dick DeVos.
Prince tiene siete hijos. Su esposa, Joan, murió de cáncer en junio de 2003. Su hijo más joven, Charles Donovan, se llama así por William “Wild Bill” Donovan, veterano de la Primera Guerra Mundial y conocido como el “padre de la inteligencia estadounidense.”

## Negocios
Prince atribuye la creación de Blackwater al genocidio en Ruanda. En una conferencia en su pueblo natal en Míchigan, Prince dijo “Me molestó ciertamente, y me hizo darme cuenta que uno no puede permanecer ajeno y pontificar al respecto. Uno debe actuar.”
Desde 1997, Blackwater ha logrado contratos federales públicos de la administración estadounidense por más de 1.600 millones de dólares, y otros clasificados cuyo importe se desconoce. Blackwater se convirtió en la contratista de personal de seguridad más grande del Departamento de Estado, proveyendo 987 guardias de seguridad en embajadas y bases foráneas.
Desde el 2001, la CIA le ha otorgado casi 600 millones de dólares en contratos clasificados a Blackwater y sus filiales. La administración de Barack Obama le concedió, en el 2010, un contrato de 120 millones de dólares por servicios de seguridad al Departamento de Estado, y la CIA alrededor de 100 millones de dólares más.
Prince se siente orgulloso del trabajo y éxito de Blackwater. Según él, de 40.000 misiones de seguridad en las que el personal de Blackwater ha participado, tan sólo en 200 sus guardias de seguridad han tenido que disparar sus armas. Prince agrega que “nadie al cuidado de Blackwater ha sido asesinado o herido. Hemos mantenido al personal bajo nuestro cuidado a salvo, mientras 30 de nuestros guardias de seguridad han sido asesinados.”
Según Robert Young Pelton, Prince concibe la relación de Blackwater con las fuerzas armadas estadounidenses así como la relación de FedEx con el servicio postal de ese país: “una solución eficiente y privada a una burocracia gubernamental esclerótica y derrochadora.” Prince atribuye al carácter competitivo de su padre, en el negocio de piezas de recambio para automóviles, como fuente de inspiración que lo llevó a diseñar una fuerza armada más rápida y efectiva.
Recientemente Blackwater ha sido objeto de críticas, lo cual Prince atribuye a la crispación política. En una entrevista publicada en Vanity Fair en enero de 2010, Prince dijo: “me puse al servicio de la CIA para algunas misiones de alto riesgo, y cuando fue conveniente políticamente, me echaron a las fieras.”
Prince renunció a la gerencia general de Blackwater el 2 de marzo de 2009, y se mantuvo como presidente de la junta directiva hasta que le vendió la empresa a un grupo de inversores en 2010.

## Posiciones políticas y filantropía
Prince se describe como católico practicante y libertario. Sobre su posición política, Prince ha dicho: “Creo en el libre mercado, por tanto no creo que el gobierno tenga la capacidad de proveer soluciones. Algunos piensan que el gobierno puede resolver los problemas de la sociedad. Yo tiendo a pensar que las organizaciones privadas y de caridad presentan mejores soluciones.”
Al respecto, Prince atribuye su pasantía en la Casa Blanca a su percepción del libre mercado. En aquel periodo, comenzó su cuestionamiento sobre el tamaño del gobierno federal. “Habiendo tenido la responsabilidad y libertad de acceso de aquella pasantía, pude adentrarme en algunas de esas agencias federales, y luego se habla de cosas deprimentes... Deprimente es caminar por la agencia de Servicios Humanos y de Salud, o la de Desarrollo Urbano y Vivienda, o la de Comercio. Sin duda, la realización de leviatán.”
Prince funge como vicepresidente de la Fundación Edgar y Elsa Prince, fundada por su familia. Como tal, Prince ha donado ingentes cantidades a causas cristianas e islámicas, para la construcción de mezquitas en bases foráneas de Blackwater, y ha contribuido con el mantenimiento de un orfanatorio musulmán en Afganistán. Prince financió la película La Lapidación de Soraya M.
Entre 1998 y 2007, Prince donó más de 200.000 dólares de su fortuna a causas republicanas y otras distintas.  Salon reportó que “entre julio de 2005 y julio de 2006, la Fundación donó al menos 670.000 dólares al Consejo de Investigación Familiar (Family Research Council) y 531.000 dólares a Foco en la Familia (Focus on the Family),” dirigida por James Dobson. 
La Fundación contribuye considerablemente con Calvin College, una institución cristiana ubicada en Grand Rapids, Míchigan. Prince también es miembro de la Internacional de Libertad Cristiana (Christian Freedom International), organización sin fines de lucro con la misión de ayudar a los “cristianos que están siendo perseguidos por su fe en Jesucristo.”
De igual forma, Prince contribuye fondos al Fondo de Alianza para la Defensa (Alliance Defense Fund), un grupo legal de tendencia conservadora.
En 2006 Prince hizo contribuciones al Partido Verde del Condado de Luzerne, en Pensilvania. Esto fue interpretado como un intento de ayuda al senador republicano Rick Santorum, al restarle votos al candidato demócrata Bob Casey.
Prince ha abogado por unas fuerzas armadas con menor personal y más eficiente. Ha sugerido métodos para mejorar la eficiencia sin comprometer su seguridad. Sus sugerencias son: mayor responsabilidad y transparencia de costes, utilización de equipamiento apropiado para cada tarea o trabajo, reducción de costes en general, y reforma operacional y de adquisiciones.
En una entrevista televisada con Charlie Rose, Prince discutió su ofrecimiento a George Clooney, de enviar una misión humanitaria a Darfur. En la misma, Prince expresó su desdén por la falta de acción de las naciones occidentales frente al Genocidio de Ruanda: “¿quién puede ver la película Hotel Ruanda y no desear un desenlace distinto? ¿Quién no deseó el envío de tropas de la ONU, u ordenar a los comandos belgas a garantizar la seguridad y protección de quienes se encontraban en el hotel? Durante cuatro meses se permitió que asesinaran con machetes a casi un millón de personas, en un país del tamaño de Maryland.”
Desde 1998 Prince ha contribuido pagando más de 168.000 dólares al Comité Nacional Republicano, además de apoyar candidaturas republicanas tales como la de George W. Bush y la del senador Tom Coburn.

## Expuesto como parte de operación encubierta de la CIA
Prince formó parte de una fuerza especial de la CIA creada con el fin de asesinar terroristas. El Comité de Inteligencia del Congreso de los EE. UU. filtró su nombre a la prensa. Prince comparó su caso con una acción similar del gobierno estadounidense para exponer a Valerie Plame: “La identidad de Valerie Plame fue comprometida por razones políticas. Hasta un fiscal especial fue designado. Lo que me hicieron a mí fue peor, ya que no solo revelaron información sobre un plan confidencial, sino que me nombraron como parte del mismo.”

## Post Blackwater
El 4 de marzo de 2009 anunció su renuncia a la Presidencia Ejecutiva de la compañía, y permaneció como presidente de la junta directiva hasta el 2010. Esta maniobra se produce semanas después de que la empresa cambiara su nombre a Xe, en un intento de renovar su imagen. En el 2010, Blackwater fue adquirida por un grupo de inversores.
Associated Press reportó en enero de 2011 que Prince había asumido un nuevo rol, entrenando una fuerza de 2000 somalíes para contrarrestar la piratería en el Golfo de Adén. El programa estaba siendo financiado, supuestamente, por varios países árabes, incluyendo los Emiratos Árabes Unidos, y contaba con el apoyo de los EE. UU. El vocero de Prince, Mark Corallo, expresó que Prince no tenía “participación financiera” en el proyecto, y declinó responder preguntas sobre la participación de Prince. Dicha fuerza somalí estaría buscando el apoyo de un líder militar islamita.
Associated Press citó a John Burnett, de Consultores de Seguridad Submarina Marítima (Maritime Underwater Security Consultants), como fuente, quien habría dicho: “hay 34 países con intereses navales intentando parar la piratería y eso solo puede lograrse en tierra. La experiencia y reputación ilustre de Prince quizás hagan posible el proyecto.”
Un informe confidencial de Naciones Unidas reveló que Prince violó el embargo de armas a Libia en 2019. El empresario estadounidense habría desplegado una fuerza de mercenarios occidentales fuertemente armados en el este de Libia para tratar de derrocar al Gobierno reconocido por la ONU con sede en Trípoli, presidido por Fayez al Sarraj. El operativo, que incluyó el uso de drones, gafas de visión nocturna, lanchas y equipos para interceptar comunicaciones —y que preveía la adquisición de tres helicópteros militares fuertemente armados—, tuvo un coste aproximado de 80 millones de dólares.
En agosto de 2021, Prince vio una oportunidad de negocio en la desesperada evacuación de civiles de Afganistán durante la retirada estadounidense del país. Se ofrecía acceso al Aeropuerto Internacional Hamid Karzai de Kabul y embarque en un vuelo chárter a cambio de 6500 dólares por persona (más una cantidad adicional si el cliente estaba atrapado en su domicilio y se requería apoyo para llegar al aeropuerto).

## Ecuador
En marzo de 2025, Prince y el presidente ecuatoriano Daniel Noboa anunciaron un acuerdo para apoyar a las fuerzas de seguridad del gobierno en el conflicto ecuatoriano.

### Controversia: operativo y declaraciones de Erik Prince generan rechazo
La visita estuvo marcada por una polémica operación de seguridad en la que 63 personas fueron detenidas y liberadas poco después, ya que no se confirmaron delitos. Los críticos calificaron la acción como una maniobra política. Además, Prince hizo afirmaciones verificadas sobre la candidata presidencial Luisa González, lo que generó acusaciones de injerencia extranjera en la política nacional.